# Шпорта Ярослав Гнатович
Яросла́в Гна́тович Шпо́рта  (15 вересня 1922, с. Сальниця, нині Хмільницького району Вінницької області — 13 листопада 1956, Київ) — український поет і перекладач.

## Біографічні дані
Народився в селянській родині. Закінчив середню школу. 1940 навчався у Вінницькому педагогічному інституті. 1940 призвано на дійсну службу до лав Радянської армії. Під час німецько-радянської війни — на фронті: був замполітом батареї, обороняв Київ. Двічі поранено. 1943 став працювати у військовій газеті.
Після демобілізації жив і працював у Києві. Навчався в Ашхабадському університеті (1946–1947).
Був членом КПРС (1944).
Поховано в Києві на Байковому кладовищі. На могилі пам'ятник: прямокутна стела з чорного граніту, до якої прикріплено білу мармурову дошку з керамічним фото. Напис: «Український письменник Шпорта Ярослав Гнатович. 15.IX.1922 — 13.XI.1956».

## Твори
Друкуватися почав 1943.
Книги поезій:
- «Світлий день» (1948).
- «Іранський зошит» (1950).
- «Твої літа» (1950).
- «Лірика» (1951).
- «Мужність» (1951).
- «Запорожці» (1952).
- «Ти в моєму серці» (1954).
- «Дубове листя» (1956).
- «Вибране» (1958).
- «Лірика» (1960).
- «Ліричний вінок» (1969).
- «Незакінчений зошит» (1972).
- «Поезії» (1982).

Бюст поету у Вінниці

- «Стихотворения» (Ленінград, 1957) — у перекладі російською мовою.

Переклади з російської, чуваської (зокрема, переклав поему «Нарспі» К. Іванова), таджицької та інших мов.

## Нагороди
Нагороджено орденом Червоної Зірки та медалями.